# Seznam rolkarskih podjetij
Seznam rolkarskih podjetij.

## #
- 151
- 1984
- 5boro
- 88

## A
- Accel
- Active
- Adio
- Aeon
- Aesthetics
- Alien workshop
- Almost
- Altamont
- Anti-hero
- Arnette
- Autobahn
- Axion

## B
- Baker
- Beer city
- Billabong
- Birdhouse
- Black label
- Blacktop
- Blind
- Blueprint
- Bones
- Bootleg

## C
- C1
- Capix
- CCS
- Chocolate
- Circa
- Clive
- Consolidated
- Crimson

## D
- Dakine
- Darkstar
- DC Shoes
- Deathbox
- Dekline
- Destructo
- DGK
- Diamond
- DNA
- Dogtown
- Droors
- Drop
- Duffs
- DVS

## E
- Element
- Elwood
- Emerica
- Enjoi
- Epik
- éS
- Etnies
- Evos
- Expedition
- Ezekiel

## F
- Fallen
- FKD
- Flip
- Foundation
- Four star
- Fresh jive
- Fury

## G
- Ghetto child
- Girl
- Globe
- Gold
- Grindking
- Gallaz

## H
- Habitat
- Hawk
- Hollywood
- Hubba
- Hurley

## I
- Independent
- Innes
- Iota
- Ipath

## K
- Krew
- Kreper
- Krooked
- Krux

## L
- Lakai
- Legacy
- Link
- Lucky

## M
- Mada
- Matix
- Media
- Mob
- Momentum
- Monkey
- Mystery

## N
- Nice
- Nike SB
- Nixon
- Nikita

## O
- Oakley
- Organika
- Origin
- Osiris

## P
- Phantom
- Pig
- Plan B
- Popwar
- Powell
- Pro-tec
- Project
- Quattro
- Quiksilver

## R
- Randoms
- Rasa libre
- RDS
- Real
- Ricta
- Rookie
- Royal
- Ruca
- Ruckus
- Roxy

## S
- Santa cruz
- Satori
- Seek
- Sessions
- Shorty's
- Silver
- Speed demons
- Speed metal
- Spitfire
- Split
- Status
- Stereo
- Stussy
- Supernaut

## T
- Tensor
- Termite
- The firm
- Think
- Thunder
- Toy machine
- TSG

## V
- Vans
- Venture
- Vision
- Volcom
- World industries

## Y
- Young guns

## Z
- Zero
- Zoo York